# Nola sabulosa
Nola sabulosa är en fjärilsart som beskrevs av William Schaus 1911. Nola sabulosa ingår i släktet Nola och familjen trågspinnare. Inga underarter finns listade i Catalogue of Life.